# DJ GOMI
DJ GOMI（ディージェイ・ゴミ、1969年 - ）は、長野県茅野市出身のハウス・ミュージックDJ、音楽プロデューサー、およびレコード会社・音楽出版社「GOMINATION」のCEOである。

## 来歴
バークリー音楽大学を卒業したのち、ニューヨークを拠点として、1991年より富家哲のプログラミング・エンジニアとして活動を始める。1993年からは、ジュニア・ヴァスケスのエンジニアとして、同年にリリースされた、Shades Of Love feat. Meli'sa Morganの曲「Body To Body (Keep In Touch)」のリミックスをはじめジャネット・ジャクソン、松田聖子、ホイットニー・ヒューストンなどのリミックスに携わる。自身名義でもMISIAやVAMPS、倉木麻衣、弘田三枝子などのアーティストのリミックス・作品発表も行っている。2010年に、レコード会社・音楽出版社である「GOMINATION」を設立した。

## ディスコグラフィー

### アルバム
- Neo Maestro (2002年6月12日)
- Neo Maestro II (2003年5月28日)
- Neo Maestro EV -Gomi's NYC Beats- (2004年3月31日)
- DJ Gomi Presents I LOVE NY HOUSE[5] (2004年9月23日、以上4作はRhythmedia Tribeより発売)
- Catalyst (2008年8月2日、COLUMBIA)

### シングル
- Good Music For Good People (1996年、Oxygen Music Works)
- Hot Nights (2006年、West End Records)
- Glad I Found You (2007年12月4日[6]、Blaze Imprints)
  - ※DJ GOMI Feat. Louie Balo & Yasmeen名義
- Everything (Japanese Ver.) (2008年9月3日、COLUMUBIA)